# Slag bij Gainesville
De Slag bij Gainesville vond plaats op 17 augustus 1864 nabij Gainsville in Florida tijdens de Amerikaanse Burgeroorlog.

## Achtergrond
Gainesville was een stad in het noorden van centraal |Florida met een belangrijk spoorwegenknooppunt. Op 14 februari 1864 trokken 50 Noordelijke cavaleristen de stad binnen met de intentie om twee treinen in te nemen. Na een korte schermutseling werd de lokale verdedigingsmacht verslagen en trok de Noordelijke cavalerie zich terug naar Jacksonville.

## De slag
De slag bij Gaineville vond plaats op 17 augustus 1864. 342 soldaten van de 75th Ohio Mounted Infantry, versterkt met eenheden van de 4th Massachusetts Cavalry en 3 kanonnen van de 3rd Rhode Island Artillery, allen onder leiding van kolonel Andrew L. Harris hadden de stad bezet. De Noordelijke bezettingsmacht werd aangevallen door een 200-tal soldaten van de 2nd Florida Cavalry onder leiding van kapitein Jonathan J. Dickinson. Dickonson’s mannen werden ondersteund door lokale militietroepen, mannen van de 5th Florida Cavalry en twee kanonnen.
De Noordelijke colonne had er net een lange mars opzitten in de warme zomerzon. De Zuidelijken voerden een verrassingsaanval uit, waardoor de Noordelijken niet de kans kregen om over te gaan van marsorde naar slagorde. Na een strijd van een tweetal uur zetten de Noordelijke eenheden het op een lopen. Ze lieten 28 gesneuvelden, 5 gewonden, 188 gevangenen achter. 86 soldaten werden vermist. Naast het verlies aan mannen, verloren ze ook 260 paarden en een houwitser. De Zuidelijken betreurden 3 doden en 5 gewonden. Kolonel Harris slaagde erin om samen met 40 soldaten te ontsnappen. Hij vertelde zijn overste dat hij overvallen was door een grote overmacht. Na het horen van Harris’ verslag, besloot de leiding om de resterende troepen te evacueren naar Jacksonville. Gainesville bleef in Zuidelijke handen tijdens de oorlog.